# Chubby Checker
Ernest Evans (Spring Gully (Carolina del Sud), 3 d'octubre de 1941), més conegut com a Chubby Checker, és un cantant estatunidenc, considerat per a molts com el «Rei del Twist». Va néixer a Spring Gully (Carolina del Sud) i va formar-se a Pensilvania; va estudiar en el South Philadelphia High School juntament amb Frankie Avalon i Fabian Forte. La dona de Dick Clark, director d'American Bandstand), va suggerir el nom de Chubby Checker com a joc de paraules en al·lusió afectuosa al músic Fats Domino. El 1964 va casar-se amb Catharina Lodders, qui va ser Miss Món l'any 1962.